# Zimirina gomerae
Espèce
Synonymes
- Zimiris gomerae Schmidt, 1981

Zimirina gomerae est une espèce d'araignées aranéomorphes de la famille des Prodidomidae.

## Distribution
Cette espèce est endémique des îles Canaries en Espagne. Elle se rencontre sur La Gomera et Tenerife.

## Description
La femelle holotype mesure 3,1 mm.
Le mâle décrit par Wunderlich en 1987 mesure 1,6 mm et la femelle 2,9 mm.

## Systématique et taxinomie
Cette espèce a été décrite sous le protonyme Zimiris gomerae par Schmidt en 1981. Elle est placée dans le genre Zimirina Wunderlich en 1987.

## Étymologie
Son nom d'espèce lui a été donné en référence au lieu de sa découverte, La Gomera.

## Publication originale
- Schmidt, 1981 : « Zur Spinnenfauna von La Gomera. » Zoologische Beiträge, (N. F.), vol. 27, p. 85-107.